# Johannes Dunkel

Johannes Dunkel

Johannes Dunkel (* 2. Mai 1874 in Osterwick; † 10. Februar 1942 in Erfurt) war ein deutscher Bäcker und Politiker (DNVP, Wirtschaftspartei, NSDAP).

## Leben und Wirken
Johannes Dunkel stammte aus einer katholischen Familie in Erfurt. Er besuchte die Bürgerschule in Worbis (Eichsfeld). Danach ging er nach Mühlhausen und erlernte das Bäckerhandwerk (Bäckermeister). Nachdem er sieben Jahre lang als Bäckergehilfe durch ganz Deutschland gereist war, gründete er 1898 sein eigenes Geschäft in Erfurt. Von 1902 bis 1918 war er zudem Fachlehrer für das Bäckergewerbe an der Berufsschule in Erfurt. Seit 1902 gehörte er außerdem der Erfurter Handelskammer an. 1915 wurde er in den Vorstand derselben berufen und seit 1922 führte er ihren Vorsitz. Während des Kaiserreiches tat Dunkel sich ansonsten politisch kaum hervor und war auch in seinem Beruf nur in bescheidenem Maße erfolgreich.
Am 3. März 1917 zog Dunkel als Mitglied der Ersatzbataillons des Landwehrinfanterieregiments Nr. 71 in den Ersten Weltkrieg. Später gehörte er dem 2. Landsturminfanteriersatzbataillon XI/16 an. Am 11. Januar 1919 wurde er schließlich entlassen und in seine Heimat zurückgeschickt.
Als „Aufsteigertypus“ (Dowe, Kocka, Winkler) machte Dunkel nach dem Ersten Weltkrieg Karriere als Politiker. Ab 1919 gehörte er der Deutschnationalen Volkspartei (DNVP) an, für die er 1920 als Vertreter des Wahlkreises 10 (Thüringen) in den Reichstag gewählt wurde. 
1924 verließ Dunkel die DNVP wegen deren aus seiner Sicht mangelnden Vertretung mittelständischer Interessen und kandidierte bei den Reichstagswahlen des Jahres 1924 (Mai und Dezember) für die neugegründete Wirtschaftspartei. Für seine neue Partei gehörte Dunkel in der Folge von 1924 bis 1932 als Abgeordneter dem Reichstag an. Daneben war Dunkel, dessen Bäckereibetrieb während der Weimarer Zeit deutlich erfolgreicher war als im Kaiserreich, auch von 1920 bis 1924 Stadtverordneter in seiner Heimatstadt.
Helmuth Kocka und Heinrich August Winkler charakterisieren Dunkel, der zum 1. Mai 1933 der NSDAP beitrat (Mitgliedsnummer 3.067.754) allerdings auch 1934 wieder ausschied, als „Übergangskandidat“ der als symbolisch für den Wechsel vom Kaiserreich zum NS angesehen werden könne: Mit seiner Milieupolitik noch im Kaiserreich verhaftet habe Dunkel zugleich mit seiner “antisemitisch populistische[n] Protestpolitik” für die „zunehmende Radikalisierung des Bürgertums“ gestanden. Außerdem habe er Wählerschichten eine Perspektive eröffnet, die ihnen frühere Honoratioren nicht hatten bieten können. Er sei damit ein „Vorbote eines neuen Parteiführertypus“ gewesen, der die alten Fesseln der „Honoratiorenpolitik“ abgestreift habe.